# Cordyligaster petiolata
Cordyligaster petiolata är en tvåvingeart som först beskrevs av Christian Rudolph Wilhelm Wiedemann 1830.  Cordyligaster petiolata ingår i släktet Cordyligaster och familjen parasitflugor. Inga underarter finns listade i Catalogue of Life.